# Orgilus luctuosus
Orgilus luctuosus är en stekelart som beskrevs av Taeger 1987. Orgilus luctuosus ingår i släktet Orgilus och familjen bracksteklar. Inga underarter finns listade i Catalogue of Life.